# Хара-Улахський національний налег
Хара-Улахський національний (евенський) насліг - сільське поселення Булунського улусу Якутії. Центр та єдиний населений пункт - село Найба.

## Географія
Хара-Улахський національний населег межує з іншими районами та сільськими поселеннями району:
- Усть-Янський улус,
- Борогонський насліг,
- Булунський евенкійський національний налег,
- Селище Тикси[2].

Географічно знаходиться в арктичній тундровій зоні. Центр наслігу, село Найба, розташоване на березі моря Лаптєвих за 165 км (111 км) від селища Тикси.

## Історія
Традиційними жителями Хара-Улахського наслігу є евени тюгесірського роду, основним заняттям яких були домашнє оленярство, полювання на диких тварин та рибальство. Вели кочовий спосіб життя, тому вони не мали постійного населеного пункту.
Хара-Улахський насліг утворений 10 грудня 1929. Муніципальне утворення встановлено законом Республіки Саха від 30 листопада 2004.
29 січня 2007 року громадяни насліги одноголосно висловили на загальному сході (зборі) волевиявлення наділити Хара-Улахський наліг статусом «національний». Вже 30 січня 2007 року це волевиявлення схвалено рішенням сільської Ради депутатів сільського поселення «Хара-Улахський насліг», а 27 березня 2007 року — рішенням Булунської районної Ради депутатів. 19 червня 2008 року рішенням Держзбору (Іл Тумен) Республіки Саха (Якутія) Хара-Улахський насліг офіційно був наділений статусом «національний».

## Населення
Станом на 1 січня 2022 року в наслігі проживало 475 осіб. Більшу частину населення становлять евени та евенки. Чисельність дітей віком до 16 років станом на 2010 рік – 128 осіб, пенсіонерів – 88 осіб.

## Економіка та культура
Основу економіки складають оленярство, рибальство та мисливський промисел[джерело?]. Автомобільні дороги відсутні.
У наслігі діють дві котельні, АТС. Електроенергією забезпечується дизельною електростанцією Булунської філії ВАТ «Сахаенерго». У наслеге діють також загальноосвітня школа, майстерня школи, Муніципальний дошкільний навчальний заклад «Дитячий садок комбінованого виду «Тугутчаан», культурний центр «Маранга», дільнична лікарня.